# Leucophellinus
Leucophellinus is een geslacht van schimmels dat tot de familie Schizoporaceae behoort. De typesoort is Leucophellinus irpicoides.

## Soorten
Volgens Index Fungorum telt het geslacht twee soorten (peildatum november 2023):
| Soortnaam                 | Auteur(s)                                 | Publicatiejaar |
| ------------------------- | ----------------------------------------- | -------------- |
| Leucophellinus hobsonii   | (Berk. ex Cooke) Ryvarden                 | 1988           |
| Leucophellinus irpicoides | (Bondartsev ex Pilát) Bondartsev & Singer | 1944           |